# James Bay Road
James Bay Road (francuski: Route de la Baie James), 620 km (388 milja) duga cesta na zapadu Quebeca, Kanada, koja spaja Matagami na jugu i Radisson na sjeveru. Od njezinog početka na jugu pa sve do Radissona na sjeveru uz nju nema nijednog drugog naselja osim jedne pumpne stanice na 381. kilometru.
Cesta je izgrađena zbog hidroelektričnog projekta Hydro Quebec James Bay. Počela se graditi 1971. i izgrađena je za svega 420 dana. Sva oprema i materijal za James Bay Hydro-Electric projekt morala je biti dopremljena ovom cestom. Krajolik kroz koji cesta prolazi uglavnom se sastoji od tajge (smreka) i prelazi nekoliko većih rijeka, a na 267. kilometru prema sjeveru nalaze se spektakularni brzaci na rijeci Rupert.
Otvorena je tijekom cijele godine.

## Galerija slika
- James Bay Road
- Most na rijeci Rupert

## Vanjske poveznice
- Karta